# Fernand Auberjonois
Fernand Auberjonois (* 25. September 1910 in Valeyres-sous-Montagny; † 27. August 2004 in Enniskeane, County Cork, Irland) war ein Schweizer Journalist und Schriftsteller.

## Leben
Fernand Auberjonois, Sohn des Malers René Auberjonois, absolvierte an der Universität Lausanne ein Studium der Geologie.
1933 emigrierte er in die Vereinigten Staaten. Dort wurde er Journalist bei Radio NBC Blue und dem staatlichen Auslandssender Voice of America. Er wurde US-Staatsbürger und war während des Krieges als Verbindungsoffizier tätig. Von 1953 bis 1983 arbeitete er als Korrespondent diverser Tageszeitungen, etwa des Journal de Genève, der Pittsburgh Post-Gazette und des Toledo Blade in London.
Im November 1939 heiratete er die französische Prinzessin Laure Louise Murat, 1940 wurde ihr Sohn René († 2019) geboren. 1968 heiratete er erneut und wurde nochmals Vater eines Sohns und einer Tochter.
2004 verstarb er an seinem Wohnsitz in Irland an den Folgen eines Herzinfarkts.

## Auszeichnungen
- Chevalier der Ehrenlegion
- Croix de guerre 1939–1945
- Legion of Merit
- Orden Polonia Restituta

## Werke
- Air d’Amérique, Algier 1944.
- Mon village U.S.A., Juan-les-Pins 1946.
- L’Île aux feux. Vorwort von Max-Pol Fouchet. Juan-les-Pins 1950.
- Top dog. A cavalier view of the English, London 1980.
- René Auberjonois, peintre vaudois. Payot, Lausanne 1985.
- Animots. Vorwort von Georges Borgeaud. Paris 1988.
- Entre deux mondes. Chroniques 1910/1953, Genf 1993.
- L’Air d’ailleurs. Chroniques 1953/1994, Genf 1994.
- Londres intime, Genf 1995.
- L’Apprentie Sorcière. Roman, ornementé par l’auteur, Genf 1997.
- Ballade irlandaise, Genf 1998.
- Un conte à rebours, Genf 1998.
- De Chittagong à Cork. Aide-mémoire, 1787–1999, Genf 1999.
- Timothée et l’au-delà (mit Constanza Bravo), Genf 2000.
- Les Sentiers de ma guerre, Genf 2001.
- L’Arche de Noé en cale sèche, Carouge-Genf 2001.
- Vers à soi, Genève 2002.